# 金子万嶽
金子 万嶽（かねこ ばんがく）は、出羽上山藩の家老。諱は清英（きよひで）。
宝暦14年（1764年）3月に兄の清房の養子となって跡を継ぎ、上山藩主の松平信亨に仕えた。寛政5年（1793年）11月に中老となり、次いで家老に列して100石3人扶持の禄高を与えられた。当時の上山藩では先代の信亨が藩政に無関心な上に奢侈な生活を送って藩財政の悪化を招き、信古（信亨の長男）も父親と同じような人物だったため、藩内で主導権抗争が起こった。万嶽は農村改革派の中心人物であり、領民に重税を強いることで財政再建を図る保守派と対立。しかし藩主の信古は保守派であり、万嶽は信古と対立して寛政6年（1794年）に信古に対して諫書を差し出して隠退し、上山を去って江戸に出た。
江戸では麻布に住居を構え、俳人となって多くの門人を擁していた。晩年に常両軒・古調庵・道機居士と号した。文政4年（1821年）2月27日、江戸で死去。享年93。
幕末同藩で藩政を主導した金子清邦は同族。